# 巴東加迪斯國家公園
0°59′N 99°23′E / 0.983°N 99.383°E

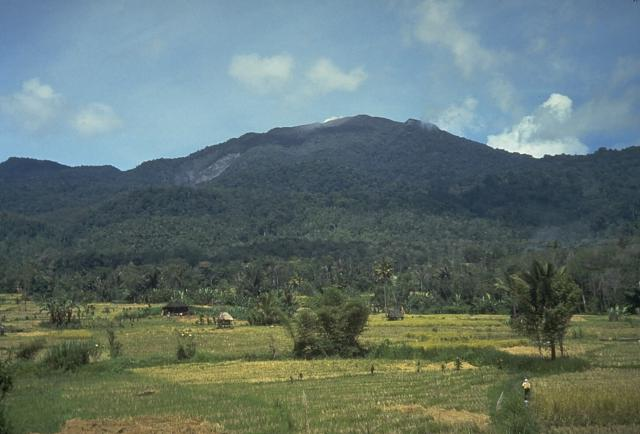

巴東加迪斯國家公園是印尼的國家公園，位於北蘇門答臘省，成立於2004年，面積1,080平方公里，有蘇門答臘虎、金貓、豹貓、雲豹等哺乳類動物棲息。